# Jan Sawańczuk
Jan Sawańczuk (ur. 1845 we Lwowie, zm. 21 stycznia 1941), powstaniec 1863, działacz społeczny w Lublinie. Podporucznik weteran.
Pochodził ze Lwowa. W czasie powstania styczniowego walczył na Lubelszczyźnie. W latach 1881–1915 prowadził fabrykę powozów w Kamieńcu Podolskim. W 1915 internowany przez Rosjan w Hajsynie. Wrócił do Kamieńca Podolskiego, gdzie działał w Polskiej Radzie Narodowej. Do Polski repatriował się w 1922. Osiadł w Lublinie, gdzie był prezesem Komitetu Wsparć Weteranów 1863 r., a od 1934 Koła Weteranów 1863 r.. Po odzyskaniu przez Polskę niepodległości (1918) w okresie II Rzeczypospolitej został awansowany do stopnia podporucznika weterana Wojska Polskiego. W 1929 roku był jednym z pięciu obok Henryka Mareckiego, Lucyny Żukowskiej, Feliksa Krukowskiego i Karola Ejbisza delegatów Komitetu Wsparć Weteranów 1863 roku w Lublinie na obchody Święta Weteranów 1863 w dniach 22-23 września w Poznaniu. Został pochowany na cmentarzu wojennym w Lublinie. W 1930 roku został odznaczony Krzyżem Niepodległości z Mieczami. Posiadał również Krzyż Walecznych, Krzyż 70-lecia Powstania Styczniowego i Miecze Hallerowskie.

## Źródło
- Andrzej Kaproń, Jeden z ostatnich (ppor. Jan Sawańczuk), "Dziennik Wschodni" z 23 października 1996